# Jefim und Miron Tscherepanow

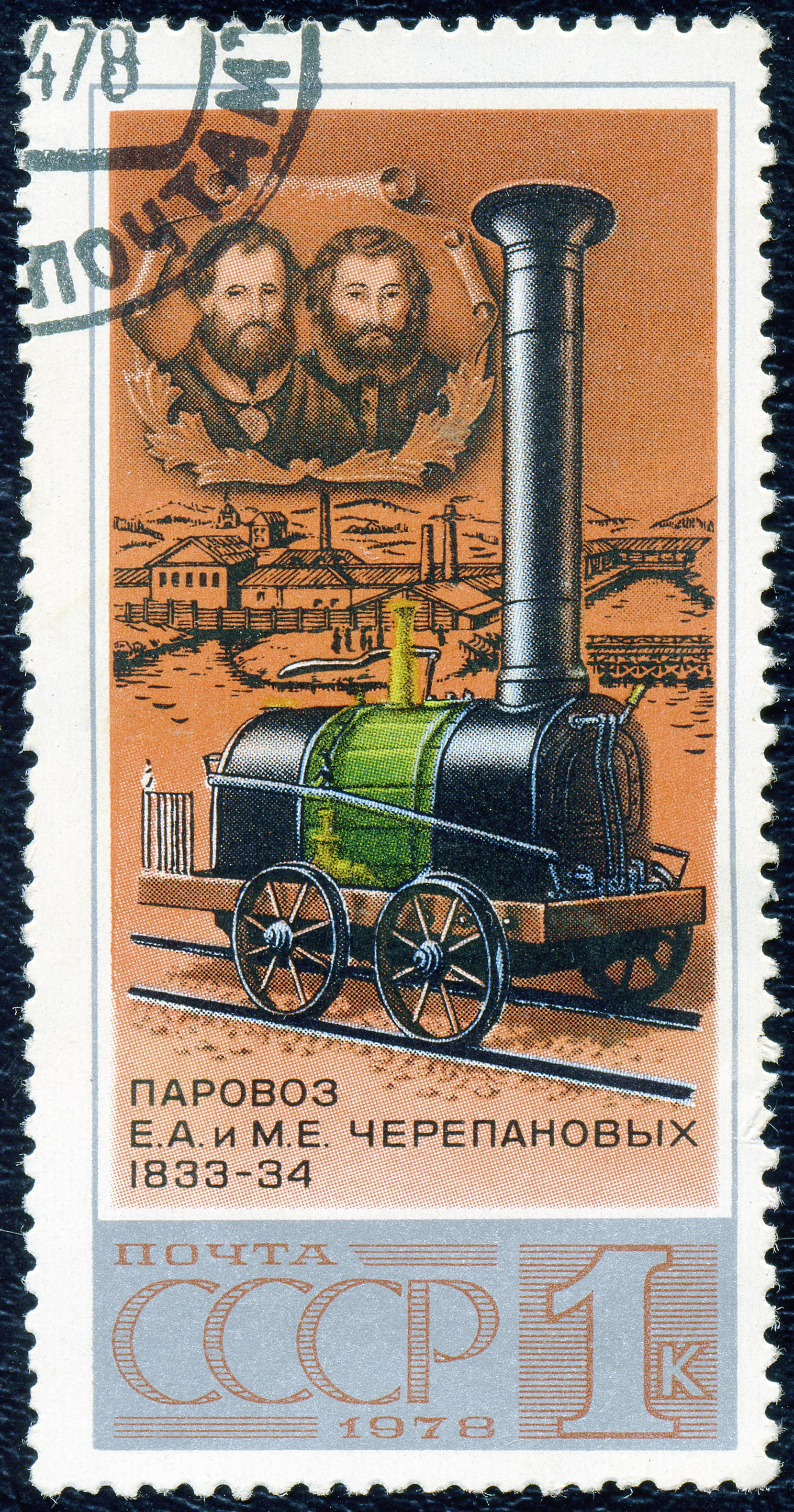
Sowjetische Briefmarke (1978)

Jefim Alexejewitsch Tscherepanow (russisch Ефим Алексеевич Черепанов; * 1774; † 1842) und sein Sohn Miron Jefimowitsch Tscherepanow (russisch Мирон Ефимович Черепанов; * 1803; † 1849) waren russische Erfinder und Maschineningenieure.

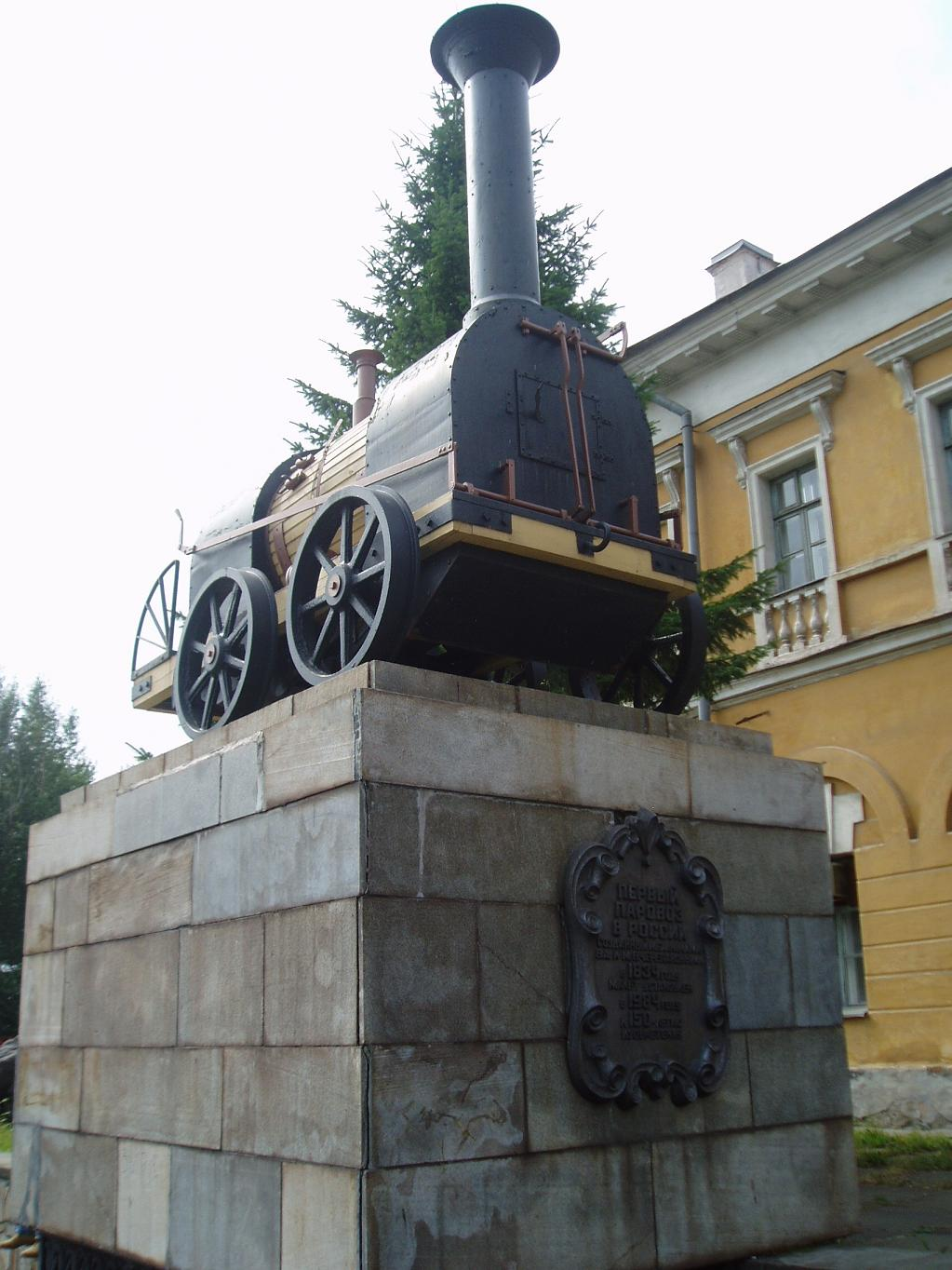
Erste Dampflokomotive in Russland (1834)

Die Tscherepanows waren in den Fabriken von Nischni Tagil tätig.
Das Schwergewicht ihrer Erfindungen waren Dampfmaschinen. Darunter mit der Tscherepanow-Dampflokomotive die erste Dampflokomotive in Russland mit einer Nutzlast von 3,3 Tonnen und einer maximalen Geschwindigkeit von 13 bis 16 km/h.